# Mikroregion Seabra

Mikroregion Seabra

Mikroregion Seabra – mikroregion w brazylijskim stanie Bahia należący do mezoregionu Centro-Sul Baiano. Ma powierzchnię 20.336,58690 km²

## Gminy
- Abaíra
- Andaraí
- Barra da Estiva
- Boninal
- Bonito
- Contendas do Sincorá
- Ibicoara
- Itaeté
- Jussiape
- Lençóis
- Mucugê
- Nova Redenção
- Palmeiras
- Piatã
- Rio de Contas
- Seabra
- Utinga
- Wagner